# Arniocera
Arniocera is een geslacht van vlinders van de familie venstervlekjes (Thyrididae), uit de onderfamilie Charideinae.

## Soorten
- A. albiguttata Talbot, 1928
- A. amoena Jordan, 1907
- A. auriguttata Hopffer, 1857
- A. collenettei Talbot, 1929
- A. cyanoxantha (Mabille, 1893)
- A. chalcopasta Hampson, 1910
- A. chrysosticta Butler, 1898
- A. elata Jordan, 1915
- A. elliptica Kiriakoff, 1954
- A. ericata Butler, 1898
- A. erythropyga (Wallengren, 1860)
- A. guttulosa Jordan, 1915
- A. imperialis Butler, 1898
- A. inornata Kiriakoff, 1954
- A. lautuscula (Karsch, 1897)
- A. lugubris Gaede, 1926
- A. meyeri Alberti, 1957
- A. poecila Jordan, 1907
- A. rectifascia Kiriakoff, 1954
- A. sternecki Rogenhofer, 1891
- A. vanstraeleni Kiriakoff, 1954
- A. viridifasciata (Aurivillius, 1900)
- A. zambesina (Walker, 1866)